# Paralitis
Paralitis (Engels: Stupefy) is een toverspreuk in de Harry Potter-boeken van Joanne Rowling. De spreuk wordt gebruikt om iemand te verlammen. Bij gebruik ziet men een rode lichtflits. De spreuk kan ongedaan worden gemaakt met de spreuk Enervatio.

## Voorbeelden van gebruik
In het vierde boek gebruikt een aantal tovenaars van het Ministerie van Toverkunst de spreuk tegen Harry, Ron en Hermelien omdat de tovenaars dachten dat zij het Duistere Teken hadden opgeroepen.
In het vijfde boek, wordt professor Anderling vier keer in haar borst geraakt door een lamstraal toen ze protesteerde tegen het ontslag van Hagrid; ook tijdens het gevecht op het Ministerie van Toverkunst, worden er veel mensen verlamd, waaronder Lucius Malfidus door Nymphadora Tops.
Marcel probeert ook Dooddoeners te verlammen, maar dit lukt niet omdat hij de spreuk niet goed kan uitspreken, aangezien zijn neus gebroken is. Het klinkt dan als Baralidis.
Om een draak te verlammen zijn acht of meer lamstralen nodig en voor een reuzenspin (zoals bijvoorbeeld Aragogs nakomelingen) zijn minstens twee lamstralen nodig.